# Орчард Меса (Колорадо)
Орчард Меса (енгл. Orchard Mesa) насељено је место без административног статуса у америчкој савезној држави Колорадо.

## Демографија
По попису из 2010. године број становника је 6.836, што је 380 (5,9%) становника више него 2000. године.
| Група             | 2000.         | 2010.         |
| Белци             | 5.737 (88,9%) | 5.787 (84,7%) |
| Афроамериканци    | 23 (0,4%)     | 33 (0,5%)     |
| Азијати           | 22 (0,3%)     | 33 (0,5%)     |
| Хиспаноамериканци | 563 (8,7%)    | 832 (12,2%)   |
| Укупно            | 6.456         | 6.836         |